# Naoshima
Naoshima (直島町, Naoshima-chō) és una vila i municipi de la prefectura de Kagawa, a la mar interior de Seto, Japó i pertanyent al districte de Kagawa, així com una illa de la mar interior de Seto pertanyent a la prefectura de Kagawa. L'illa és coneguda per ser un lloc principal on se celebra la Triennal de Setouchi, arriban a ser coneguda com l'"illa de l'art" pels seus museus i exposicions d'art modern.

## Geografia
L'illa i municipi de Naoshima està situada a la mar interior de Seto. El municipi inclou fins a 27 illes, una de les quals esta dividida entre la prefectura de Kagawa i la prefectura d'Okayama. Cal assenyalar que, tot i pertànyer a Kagawa, les illes es troben geogràficament més a prop d'Okayama.

## Història
El 15 de febrer de 1890, sota la nova llei de municipis es va crear el poble de Naoshima, el qual més tard, l'1 d'abril de 1954 esdevindria vila, la seua actual categoria.

## Política i govern

### Alcaldes
En aquesta taula només es reflecteixen els alcaldes democràtics, és a dir, des de l'any 1947.
| Alcalde             | Inici del mandat | Fi del mandat | Partit | Partit |
| Mitsukuni Nishimura | 1947             | 1951          |        | Ind    |
| Michie Miyamoto     | 1951             | 1959          |        | Ind    |
| Shinren Miyake      | 1959             | 1995          |        | Ind    |
| Toshio Matsushima   | 1995             | 1999          |        | Ind    |
| Takeo Hamada        | 1999             | 2014          |        | Ind    |
| Mitsuru Hamanaka    | 2014             | 2018          |        | Ind    |
| Shinichi Kobayashi  | 2018             |               |        | Ind    |

## Demografia
| 1920  | 1930  | 1940  | 1950  | 1960  | 1970  | 1980  |
| ----- | ----- | ----- | ----- | ----- | ----- | ----- |
| 2.944 | 3.378 | 5.524 | 6.667 | 7.382 | 6.007 | 5.302 |
| 1990  | 2000  | 2010  | 2020  | 2030  | 2040  | 2050  |
| 4.671 | 3.705 | 3.325 | 3.042 | -     | -     | -     |

## Transport

### Mar
- Shikoku Kisen (Port de Miyanoura)
  - Takamatsu - Kobe - Tamano (Okayama)

### Carretera
L'illa només està servida per una carretera prefectural de segona classe.

## Agermanaments
- Timmins, Ontario, Canadà. (28 d'agost de 1981)